# I giovani cannibali
I giovani cannibali (All the Fine Young Cannibals) è un film del 1960 diretto da Michael Anderson e ispirato al romanzo The Bixby Girls di Rosamond Marshall.
L'attore George Hamilton ha detto che il film "...combina elementi gotici con la biografia di Chet Baker".

## Trama
È la storia di una coppia in crisi, Sarah e Chad, appartenente alla media borghesia, e di due fratelli, Tony e Catherine, ricchi ed annoiati. Sarah, sebbene incinta, lascia Chad per sposare Tony ma successivamente i due si incontreranno nuovamente quando Chad si trasferisce in città per suonare la tromba.

## Incassi
Il film costò $1,638,000, incassando $950,000 negli USA e in Canada e $860,000 nel resto del mondo
.

## Curiosità
- Negli anni 80 il titolo del film ha ispirato la scelta del nome della band inglese Fine Young Cannibals.
- È stato il primo film che Wagner e Wood hanno girato come marito e moglie[3].